# Maurétanie tingitane
 (janvier 2017).
Si vous disposez d'ouvrages ou d'articles de référence ou si vous connaissez des sites web de qualité traitant du thème abordé ici, merci de compléter l'article en donnant les références utiles à sa vérifiabilité et en les liant à la section « Notes et références ».

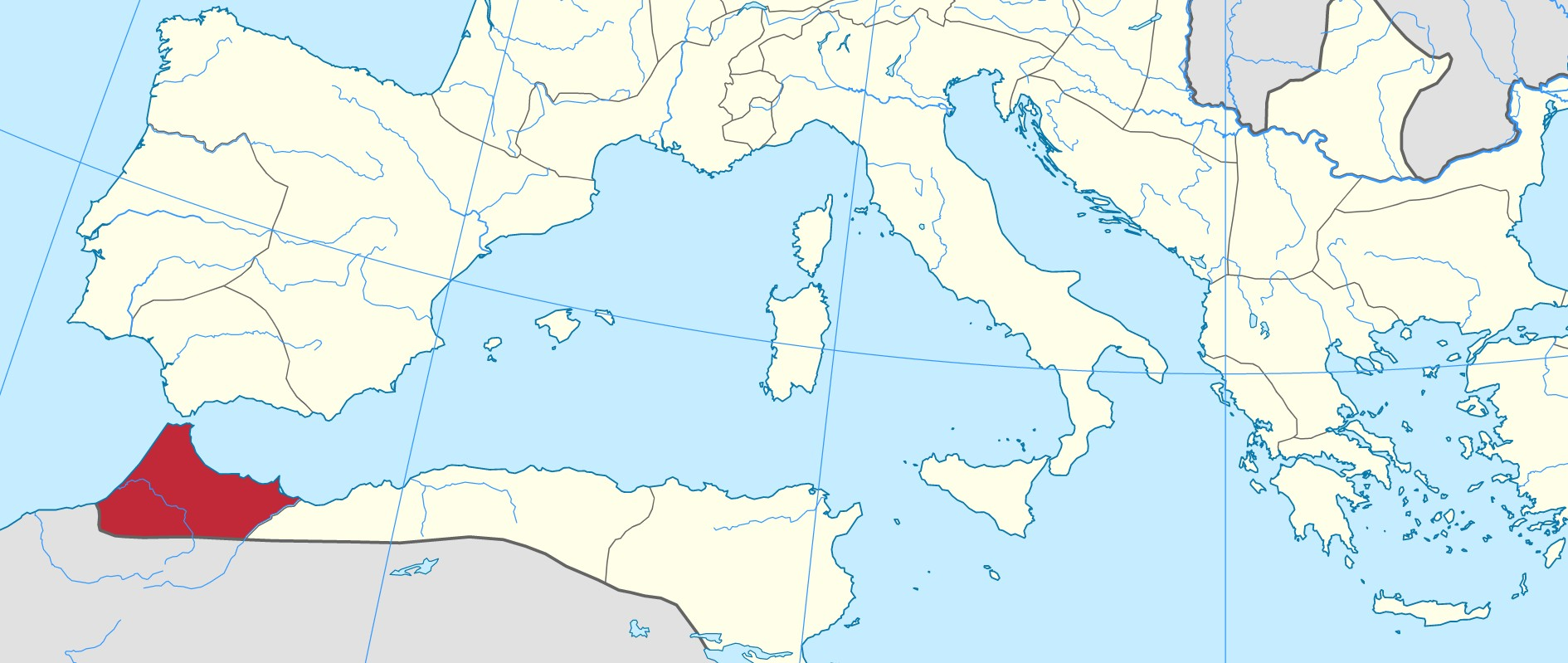
Position de la Maurétanie tingitane dans l'Empire romain.

La Maurétanie tingitane était une province romaine de l'Empire romain.
La Maurétanie est d'abord un royaume client de Rome sous Bocchus et Juba II, « le plus savant des rois ». 
Le statut du royaume n'est pas cependant celui d'une réelle indépendance : dès le règne d'Auguste, le royaume de Maurétanie voit l'installation de colonies romaines.

Au Ier siècle, l'empereur Claude divise la Maurétanie selon le tracé du fleuve Mulucha (Moulouya), d'une part en Maurétanie césarienne et d'autre part en "Maurétanie tingitane" .
La Maurétanie passe sous administration romaine directe à la fin du règne de Caligula. Ce dernier élimine le dernier roi de Maurétanie, Ptolémée, en raison de sa participation possible à un complot destiné à le renverser. L'assassinat de Caligula, peu de temps après l'empêcha d'organiser cette prise de contrôle, et ce fut Claude qui transforma le royaume en deux provinces : à l'ouest la Maurétanie tingitane, avec Tingis (actuelle Tanger) comme capitale, sur un territoire correspondant globalement au nord de l'actuel Maroc; à l'est la Maurétanie césarienne qui tire son nom, comme sa jumelle, de sa capitale Césarée de Maurétanie (actuelle Cherchell) capitale de l'ancien royaume.
La Maurétanie tingitane s'étend (alors) du nord de la péninsule à Salé (Nécropole de Chella) et Volubilis au sud et à l'est jusqu'à la rivière de Oued Moulouya, avec pour principales villes Volubilis, Banasa, Tingis (Tanger), Lixus (Larache) Tamuda (Tétouan) et Russadir (Melilla).

## Histoire

### Un État-client de Rome au début du Ier siècle
Pendant la guerre civile entre Marc Antoine et Octave, Bogud prit le parti du premier ; Bocchus, celui du second. Lorsque Bogud passa en Hispanie, Bocchus se saisit des possessions de son frère, usurpation ratifiée par Octave. En 25 av. J.-C., Octave donna la Maurétanie à Juba II, l'époux de Cléopâtre Séléné II, fille de Marc Antoine et de Cléopâtre VII d'Égypte et sœur jumelle d'Alexandre Hélios, en échange de la Numidie, érigée en province romaine. À la mort de Juba II, en 23, son fils, Ptolémée de Maurétanie, lui succéda. Tibère loua Ptolémée pour l'assistance qu'il donna aux Romains dans la guerre avec Tacfarinas. Le royaume de Maurétanie était donc de fait un État-client. Mais, en 40, Ptolémée fut mis à mort par Caligula à Lyon, probablement par jalousie et par le caractère instable dudit empereur.

### Annexion et division en provinces
Cet assassinat motive une révolte des tribus nomades contre les forces romaines présentes qui sont organisées par un Grec du nom d'Aedemon. Des troupes alors venues d'Hispanie (le seul obstacle majeur du transfert des troupes étant le simple passage à travers le détroit de Gibraltar) débarquèrent sur les côtes de Maurétanie occidentale (et accessoirement orientale) afin de conquérir le territoire. Pendant longtemps, un débat a divisé les historiens sur l'origine et la provenance de ces troupes : aujourd'hui, Il semble assuré que la Legio X Gemina (une inscription retrouvée à Volubilis) soit intervenue, accompagnée de diverses troupes auxiliaires. En revanche, la thèse d'une prétendue intervention de la IIIe Augusta, alors stationnée bien plus à l'Est, est à abandonner, en raison de considérations géostratégiques. Des généraux se succédèrent alors de fin 40 à 43, dont Suétonius Paulinus et Hosidius Géta. Vers 43-44 (la date précise n'est pas assurée), Claude divisa le royaume en deux provinces, séparées par la Mulucha (ou Moulouya), l'ancienne frontière des territoires de Bocchus et de Jugurtha : la Maurétanie tingitane, à l'ouest ; la Maurétanie césarienne, à l'est.

Maurétanie-Numidie-Afrique, villes et routes, vers 150
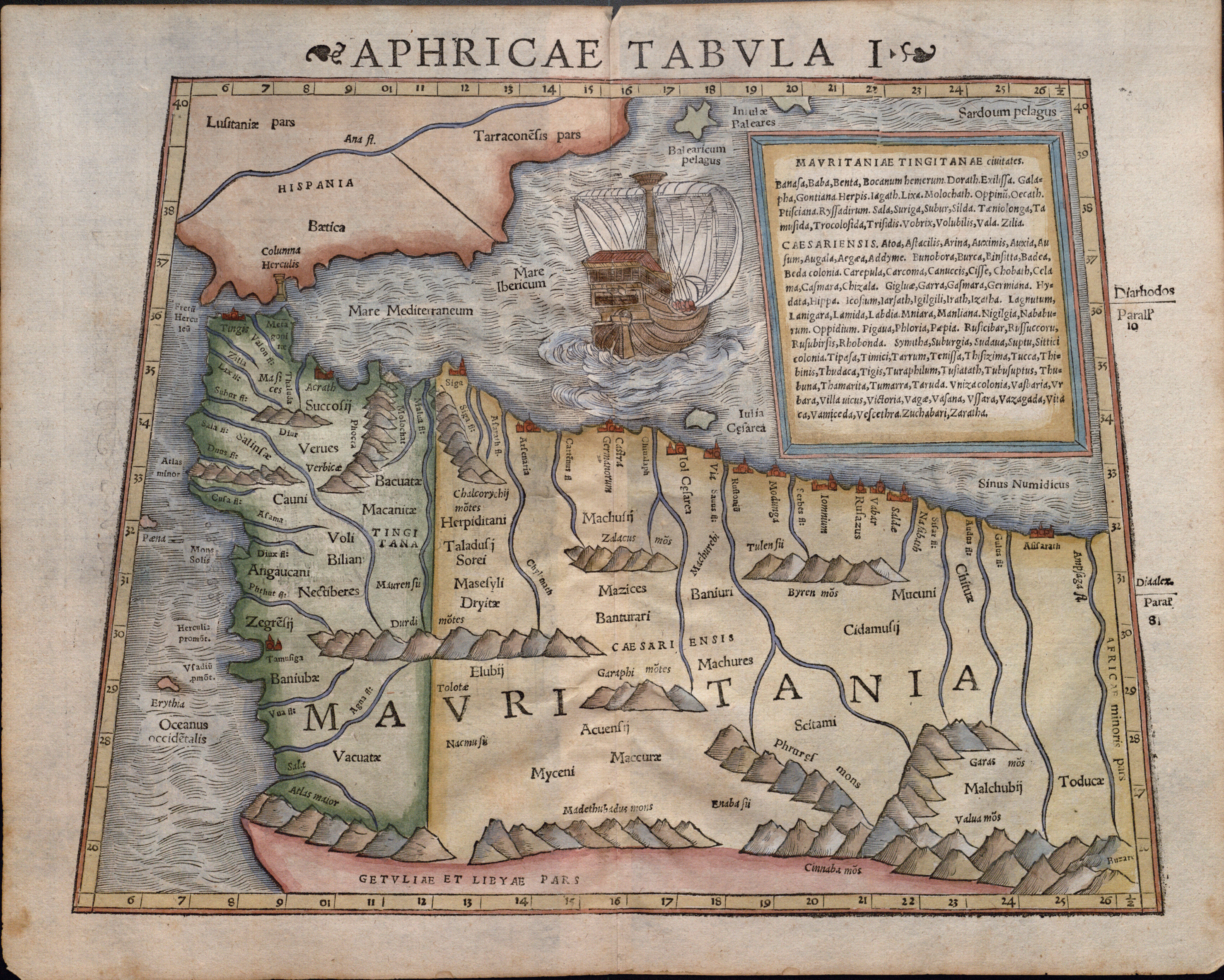
Sebastian Münster, Aphricae Tabula I, 1540
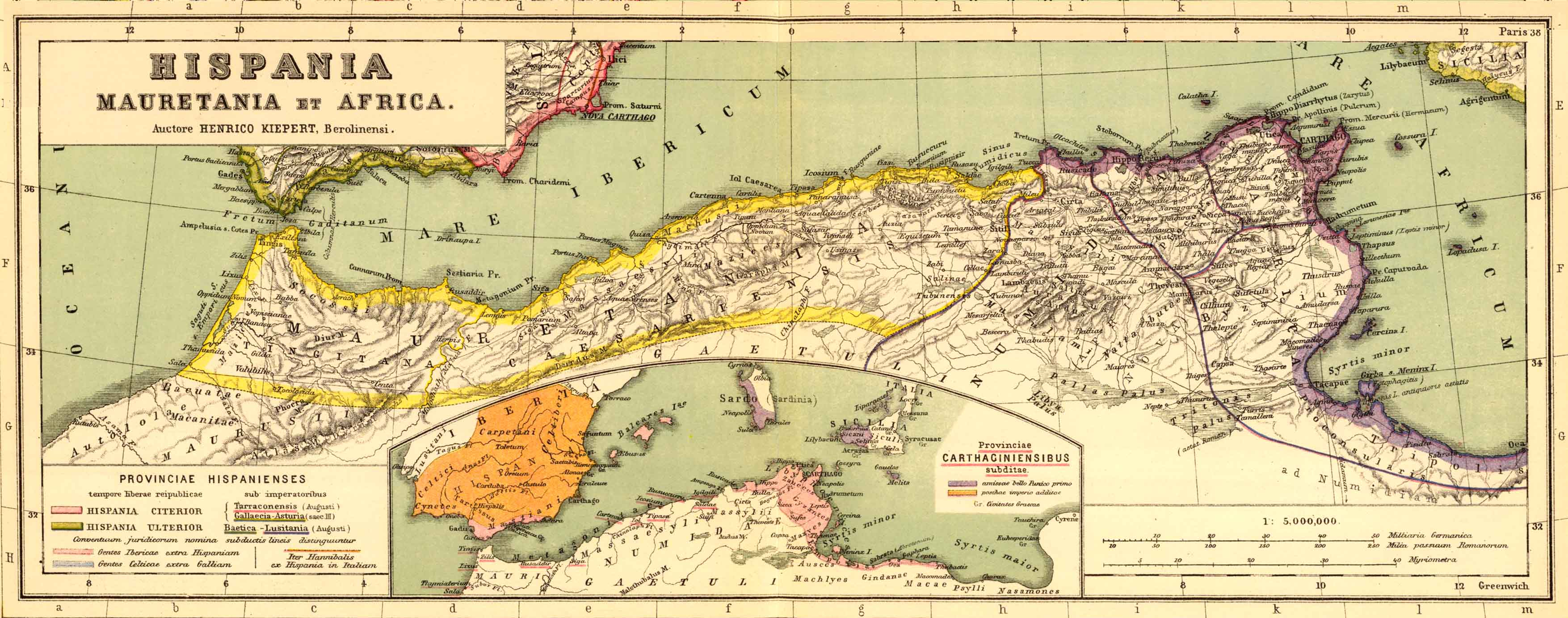
Heinrich Kiepert, Mauretania et Africa, Atlas antiquus (1861)
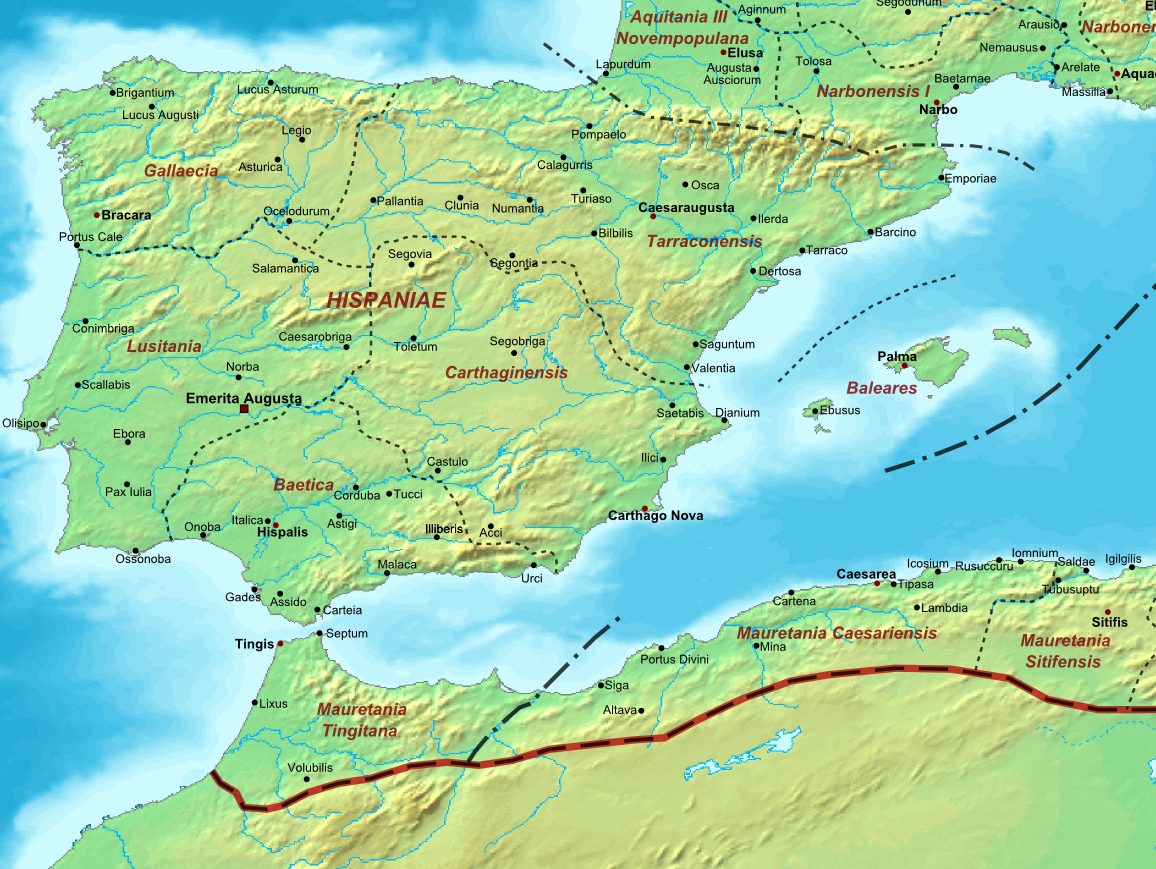
Hispanie et Maurétanie tingitane, 400
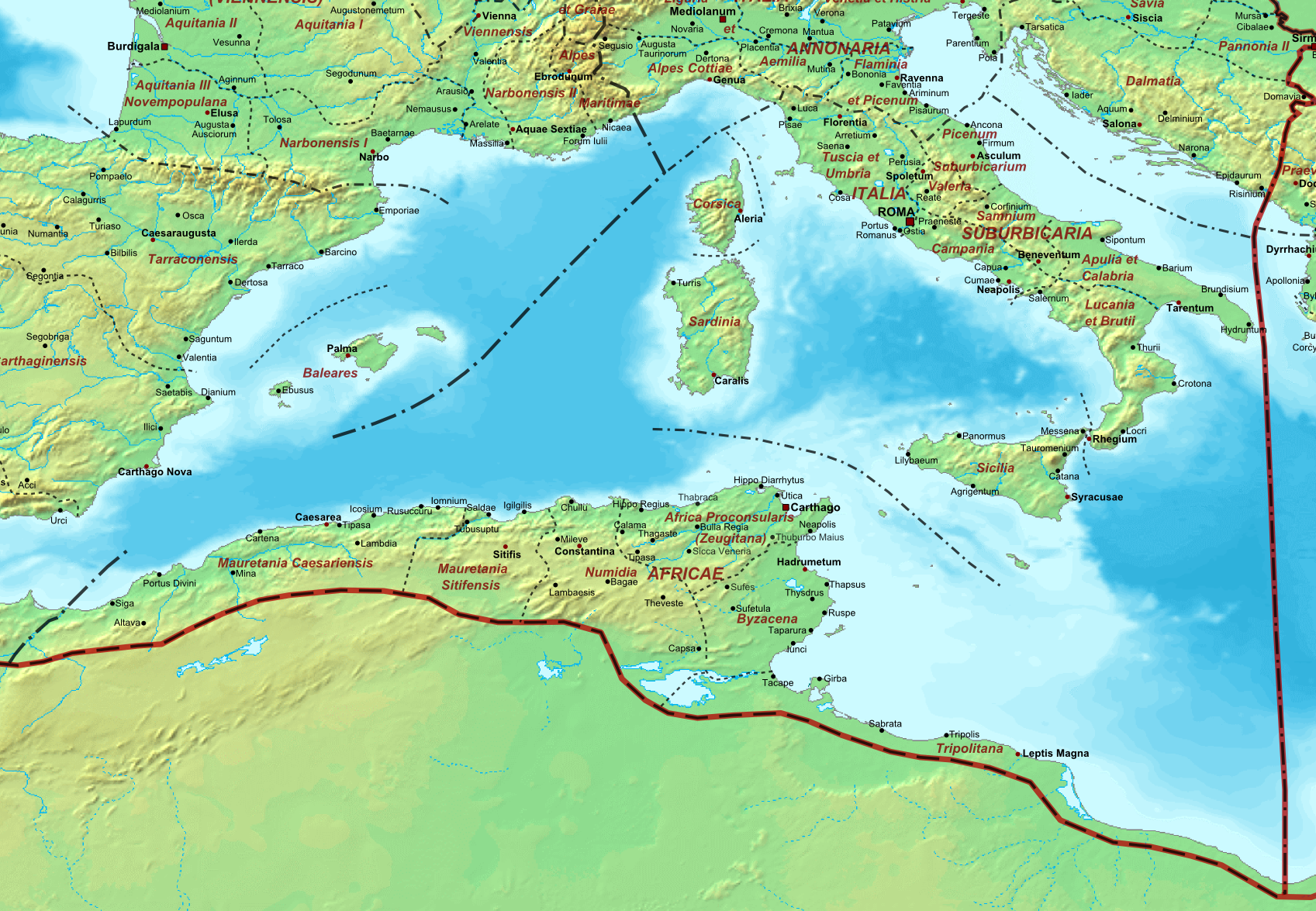
Diocèse d'Afrique, 400

### Sous le Haut-Empire
À la suite de cette annexion, la Maurétanie Tingitane demeurera gouvernée tout le long du Haut-Empire par des procurateurs de rang équestre. Très vite, des troupes auxiliaires (et non-légionnaires) vont prendre le contrôle du territoire, le quadriller, l'organiser, afin de faire face à de possibles menaces extérieures mais aussi intérieures, pour la surveillance des populations locales.
Deux grands moments de révolte des nomades contre la présence romaine sont attestés par les sources : une grande révolte en 117 qui touche la Maurétanie, réprimée par Marcius Turbo, et une deuxième vague de révoltse entre 144 et 152. Après la pacification de la région, en 144, la ville de Sala érige une statue en l'honneur de préfet qui a assuré la sécurité de la ville, Sulpicius Felix. Le règne de Trajan voit le début du Fossatum Africae, système de surveillance et de défense de la province. L'installation de ces diverses unités militaires (quinquagénaires et milliaires) s'est faite progressivement, tout au long du Haut-Empire, soit entre 40-44 et 260-285, époque du retrait progressif des troupes romaines au nord du Loukkos.
L'exploitation de la pourpre aux îles Purpuraires (probablement Mogador), attestée sous Juba II (Pline, VI, 201), paraît s'être continuée sous l'autorité romaine : l'Histoire Auguste, au IVe siècle, mentionne encore la « pourpre gétule
 ».

La province de Maurétanie tingitane sous le Haut-Empire romain
Localisation de Volubilis dans le limes africanus au sud de la province romaine de Maurétanie tingitane.
Villes et principales pistes en Maurétanie tingitane.
Colonies et municipes romains en Maurétanie tingitane.
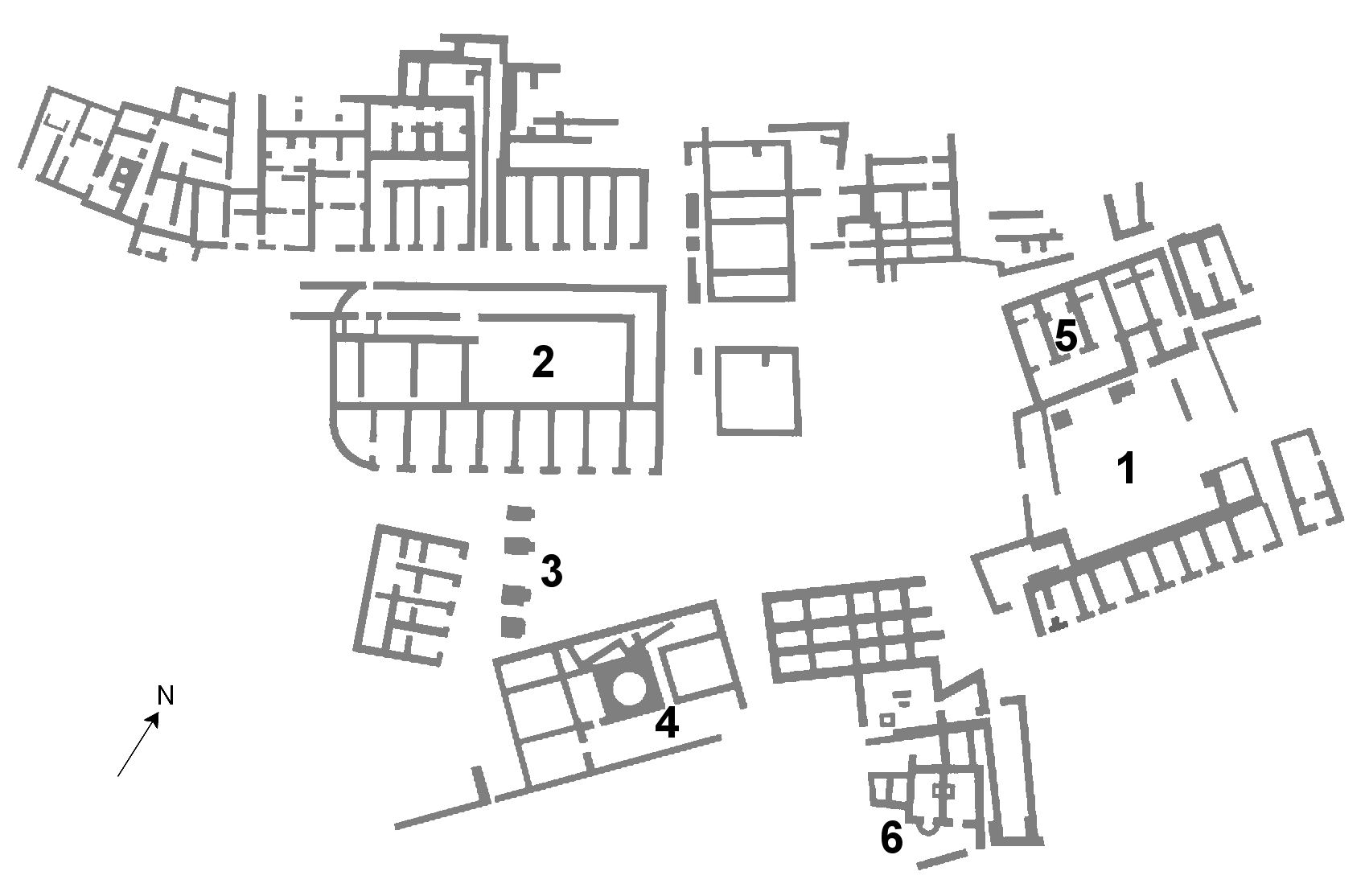
Plan des ruines de Chellah (Rabat)
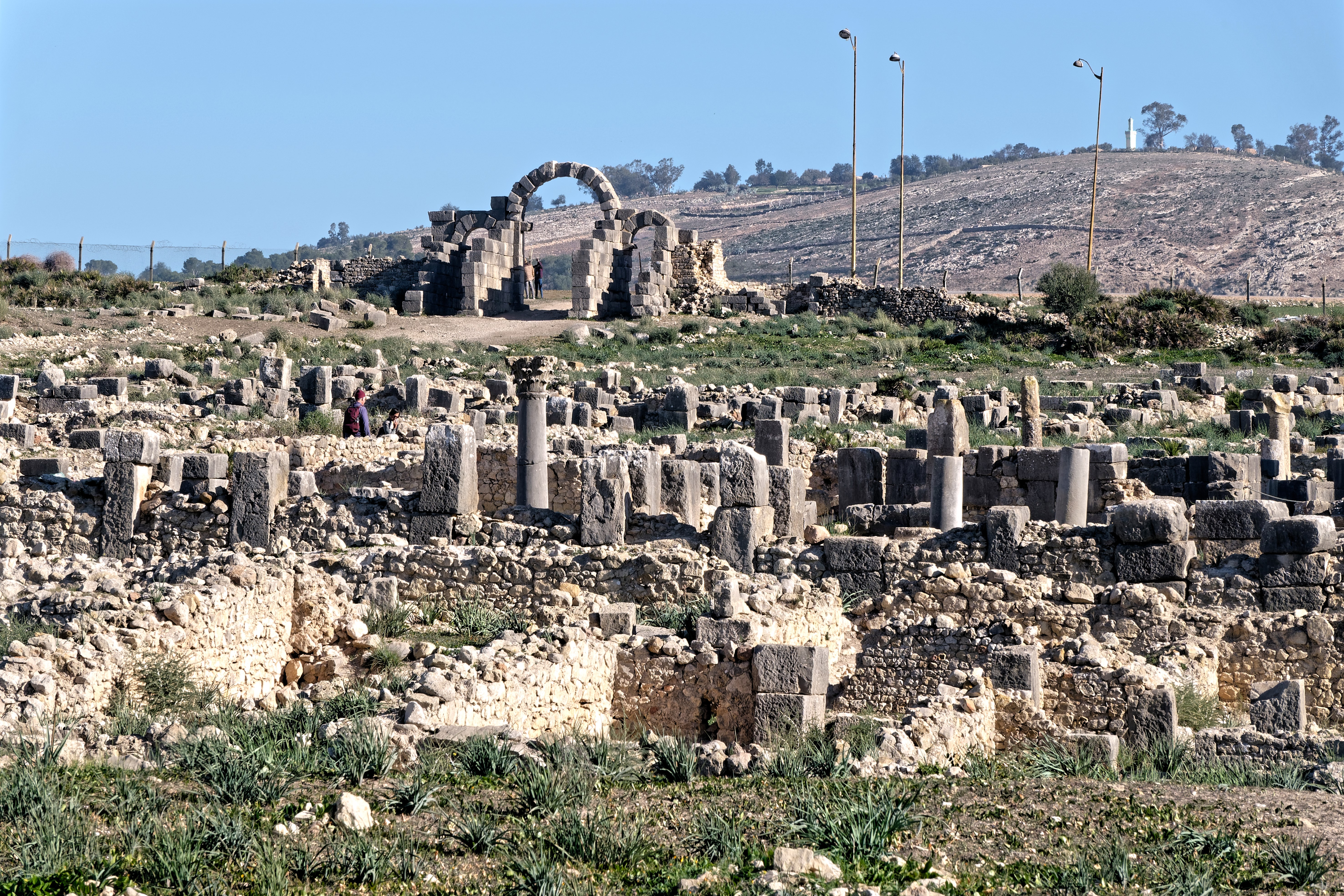
Site archéologique de Volubilis.

### Sous l'Empire tardif
Sous l'Empire Tardif (soit à partir des réformes territoriales de Dioclétien), la Maurétanie tingitane releva du diocèse d'Hispanie, dont le vicaire résidait à Mérida, et de la préfecture des Gaules, dont le préfet résidait à Trèves ; la Maurétanie césarienne et la Maurétanie sétifienne relevèrent, comme la Numidie, du diocèse d'Afrique, dont le vicaire résidait à Carthage, et de la préfecture d'Italie, dont le préfet résidait à Rome.
En 429, 80 000 Vandales, dont 15 000 à 20 000 soldats berbères, franchissent le détroit de Gibraltar et débarquent près de Tingis, mais se dirigent vers l'est et établiront le royaume vandale autour de Carthage. La Maurétanie tingitane devient, au VIe siècle, un terrain d'affrontement entre l'Empire byzantin et les Wisigoths.

## Bilan de la présence romaine
Globalement, la province de Maurétanie n'a pas été centrale dans le projet de Rome, à l'inverse d'autres provinces nord-africaines comme l'Afrique Proconsulaire, son intérêt se limitant au contrôle du détroit de Gibraltar. A la veille de la conquête arabe, le réseau routier n'est pas très étoffé, en majorité caillassé plutôt que dallé. Si la présence romaine a été marquée par la fondation d'une série de colonies de vétérans et de villes (Banasa, Julia Valentina, Zilis Julia Constantia), Rome s'est en grande partie appuyé sur le réseau des villes fondées par les rois maures (Tanger, Arzila, Lixus, Sala et Volubilis). La Maurétanie tingitane reste la province la moins christianisée de l'Afrique du Nord, à l'inverse de la Maurétanie Césarienne (patrie de Saint Augustin) ou l'Afrique Proconsulaire.
La présence militaire se limitait à 5 ailes de cavalerie et de 9 à 11 cohortes d'infanterie représentant, selon les périodes, un total de 7500 à 9000 hommes.

## Peuples
| Latin                | Grec ancien                                        | Référence |
| -------------------- | -------------------------------------------------- | --------- |
| MAURENSII            | Μαυρήνσιοι (Maurensioi)                            | —         |
| VACUATAE             | Οὐακουᾶται (Ouakouatai) ou Βακοῦαται (Bakouatai)   | 4.6.10    |
| BANIUBAE             | Βανιοῦβαι (Banioubai)                              | —         |
| ZEGRENSII            | Ζεγρήνσιοι (Zegrensioi)                            | 4.1.10    |
| NECTIBERES           | Νεκτίβηρες (Nektiberes)                            | —         |
| JANGAUCANI           | Ἰανγαυκανοί (Iangaukanoi)                          | —         |
| VOLUBILIANI          | Οὐαβιλιανοί (Ouabilianoi)                          | —         |
| VERVES               | Οὐερουεῖς (Oueroueis)                              | —         |
| SOCOSSII             | Σωκοσσίοι (Sokossioi)                              | —         |
| METAGONITAE          | Μεταγωνῖται (Metagonitai)                          | —         |
| MASICES              | Μάσικες (Masilikes)                                | —         |
| VERBICAE ou VERBICES | Οὐέρβικαι (Ouerbilikai) ou Οὐέρβικες (Ouerbilikes) | —         |
| SALINSAE             | Σαλίνσαι (Salinsai)                                | —         |
| CAUNI                | Καῦνοι (Kaunoi)                                    | —         |
| BACUATAE             | Βακουᾶται (Bakouatai)                              | —         |
| MACANITAE            | Μακανῖται (Makanitai)                              | —         |

#### Romanité
- Province d'Afrique proconsulaire (de -146 à 429/535, 593-698, capitale Utique puis Carthage
- Afrique romaine (de -146 à 711), province romaine
  - Liste des gouverneurs romains de la Maurétanie tingitane (en)
  - Maurétanie tingitane (de -42 à 429/435), Maurétanie césarienne (de -42 à 670c), Maurétanie sétifienne (293-585)
  - Romanisation (histoire), roman africain (langue), romano-africain (peuple)
  - Liste des noms latins des villes d'Afrique
  - Voies romaines au Maroc (en)
  - Voies romaines en Afrique du Nord, Itinéraire d'Antonin (220/230)
  - Piraterie en Méditerranée antique, Lex Gabinia (-67), guerre des pirates de Pompée (-67)
  - Systèmes défensifs de l'Afrique romaine
  - Littérature latine d'Afrique romaine
  - Site archéologique de Volubilis
- Ius italicum, Tabula Banasitana (171), Édit de Caracalla (212) (citoyenneté romaine pour les pérégrins), Édit de Banasa (216)

- Antiquité tardive, Gouverneur romain, Notitia dignitatum,
- Liste des diocèses de l'Empire romain tardif, Liste des provinces du Bas-Empire
- Diocèse d'Afrique (314-432), de la Préfecture du prétoire d'Italie (Empire romain d'Occident (395-476))
  - la "Maurétanie tingitane" dépendant de la Préfecture du prétoire des Gaules (337-477) (Empire romain d'Occident)

#### Après 400
- Notitia provinciarum et civitatum Africae (484/490)
- Déclin de l'Empire romain d'Occident en Afrique
  - Royaume des Maures et des Romains (429-578)
  - Royaume du Ouarsenis (430-535)
  - Royaume vandale d'Afrique (435-534)
  - Royaume de Capsus
  - Royaume de l'Aurès (484-703)
- Bélisaire (500-565), Jean l'Arménien, Solomon (gouverneur)
- Guerre des Vandales (533-534), Gélimer (dernier roi vandale, 530-534)
- Guerres byzantino-maures (en) (533-548)
- Préfecture du prétoire d'Afrique (534-591, Empire byzantin)
- Royaume d'Altava (578-708)
- Exarchat de Carthage (591-698)
- Conquête musulmane du Maghreb (647-709)
- Ifriqiya (Constantinois, Tunisie, Tripolitaine)